# Adin Brown
Adin Brown (Pleasant Hill, 27 maggio 1978) è un ex calciatore statunitense, di ruolo portiere.

## Carriera

### College
Brown praticò calcio universitario al College di William e Mary. Nel 1999 diventò il terzo portiere della storia della NCAA ad essere nominato per due volte NCAA First Team All-American (gli altri due portieri erano Tony Meola e Brad Friedel).

### Club
I Colorado Rapids vollero Brown come terza scelta assoluta al MLS SuperDraft 2000. Il calciatore ebbe in seguito diversi problemi fisici che ne limitarono l'impiego. Nella sua stagione da rookie, si alternò a David Kramer. Entrò poi nella trattativa che portò Carlos Valderrama dai Tampa Bay Mutiny ai Colorado Rapids, mentre Brown fece il percorso inverso. Successivamente passò al New England Revolution.
In questa squadra giocò la miglior stagione nel campionato 2002. Conquistò il posto da titolare a spese di Juergen Sommer nel corso dell'anno e contribuì alla vittoria della MLS Cup. Continuò ad aver problemi fisici, tanto da ritrovarsi senza squadra al termine del campionato 2004.
Brown passò allora ai norvegesi dello Aalesund. Debuttò nella Tippeligaen il 10 aprile 2005, nel pareggio per 2-2 sul campo del Rosenborg. A fine stagione la squadra retrocesse in Adeccoligaen, e Brown rimase a difenderne i pali contribuendo all'immediata promozione. Il 2 luglio 2007 segnò la rete del definitivo 2-2, nei minuti finali, contro il Rosenborg: fu la prima ed unica rete siglata in carriera. Le sue stagioni successive furono, ancora, tormentate dagli infortuni. Lasciò la squadra e la Norvegia al termine del campionato 2009.
Il 23 febbraio 2010 firmò un contratto con i Portland Timbers, nella USSF Division 2. Giocò la prima partita in squadra il 25 settembre dello stesso anno, sostituendo Matt Pyzdrowski in una sfida contro il Crystal Palace Baltimore. Il 18 gennaio 2011 firmò con la nuova espansione del club, militante nella Major League Soccer.
Il 12 marzo 2012 i Portland Timbers hanno annunciato che Brown sarebbe diventato uno dei loro Alumni Ambassadors, venendo incaricato di partecipare ad eventi pubblici per la squadra e lavorando nel settore giovanile.

### Nazionale
Brown partecipò alla CONCACAF Gold Cup 2003 con gli Stati Uniti; il calciatore non scese mai in campo con la maglia della sua Nazionale.

## Palmarès

### Club

#### Competizioni nazionali
- Norgesmesterskapet: 1

Aalesund: 2009